# Triacontère
Une triacontère est un navire de guerre de la Grèce antique antérieur à la trière.
C'est un navire de trente rames (quinze de chaque côté).
Des triacontères d'Athènes participent à la bataille de Salamine en 480 av. J.-C. Une triacontère est utilisée pour transporter les théores d'Athènes à Délos pour la fête commémorant le passage de Thésée à Délos.  
Une partie de l'armée d'Alexandre le Grand, la flotte de Néarque, se construit des triacontères après la bataille de l'Hydaspe pour naviguer sur l'Indus puis dans l'Océan indien et le golfe Persique.  